# Brighton & Hove Albion Women Football Club
El Brighton & Hove Albion Women Football Club es un club de fútbol femenino de la ciudad de Brighton, Inglaterra. Fue fundado en 1991 y es la sección femenina del Brighton & Hove Albion Football Club. Compite en la FA Women's Super League y juega sus encuentros de local en el Broadfield Stadium.

## Historia
El club original de la ciudad, el Brighton GPO, alcanzó las semifinales de la FA Women's Cup 1975-76. Se asoció al club masculino del Brighton en 1990 y fue uno de los equipos fundadores de la Premier League 1991-92 en la Division 1 Sur.
En 2015, el club comenzó un plan de cinco años para alcanzar la primera división (FA WSL 1) y la Liga de Campeones Femenina de la UEFA. Ese año lograron el segundo lugar en la clasificación. En la temporada 2015-16 ganaron la Southern Division, para luego derrotar al Sporting Club Albion en los play offs y alcanzar la FA WSL 2 (segunda división).
Logró llegar a la FA Women's Super League, la primera categoría, en la temporada 2018-19. El mismo día del anuncio del ascenso, el club reveló que jugará sus encuentros de local en el Broadfield Stadium del Crawley Town.